# Simen Østensen
Simen Håkon Østensen (Bærum, 4 agosto 1984) è un fondista norvegese.

## Biografia
In Coppa del Mondo ha esordito il 12 marzo 2005 a Oslo (non conclude), ha ottenuto il primo podio il 7 gennaio 2007 nell'edizione inaugurale del Tour de Ski (3º in classifica generale) e la prima vittoria il 17 febbraio 2008 a Liberec nella staffetta a coppie.
In carriera ha preso parte a un'edizione dei Campionati mondiali, Sapporo 2007 (non conclude l'inseguimento).

## Palmarès

### Coppa del Mondo
- Miglior piazzamento in classifica generale: 11º nel 2007
- 4 podi (1 individuale, 3 a squadre):
  - 2 vittorie (a squadre)
  - 1 secondo posto (a squadre)
  - 1 terzo posto (individuale)

#### Coppa del Mondo - vittorie
| Data             | Località | Nazione   | Spec.                                                                |
| ---------------- | -------- | --------- | -------------------------------------------------------------------- |
| 17 febbraio 2008 | Liberec  | Rep. Ceca | TS TC (con Martin Johnsrud Sundby)                                   |
| 7 marzo 2010     | Lahti    | Finlandia | 4x10 km (con Roger Aa Djupvik, Sjur Røthe e Kristian Tettli Rennemo) |

Legenda:

TC = tecnica classica
TS = sprint a squadre

#### Coppa del Mondo - competizioni intermedie
- 2 podi di tappa:
  - 1 secondo posto
  - 1 terzo posto

### Marathon Cup
- Miglior piazzamento in classifica generale: 6º nel 2013
- 4 podi:
  - 2 vittorie
  - 1 secondo posto
  - 2 terzi posti

#### Marathon Cup - vittorie
| Data             | Gara          | Luogo         | Paese   | Distanza    |
| ---------------- | ------------- | ------------- | ------- | ----------- |
| 17 febbraio 2013 | Tartu maraton | Otepää        | Estonia | 63 km TC MS |
| 26 gennaio 2014  | Marcialonga   | Val di Fiemme | Italia  | 70 km TC MS |

Legenda:

MS = partenza in linea

TC = tecnica classica